# Bienna

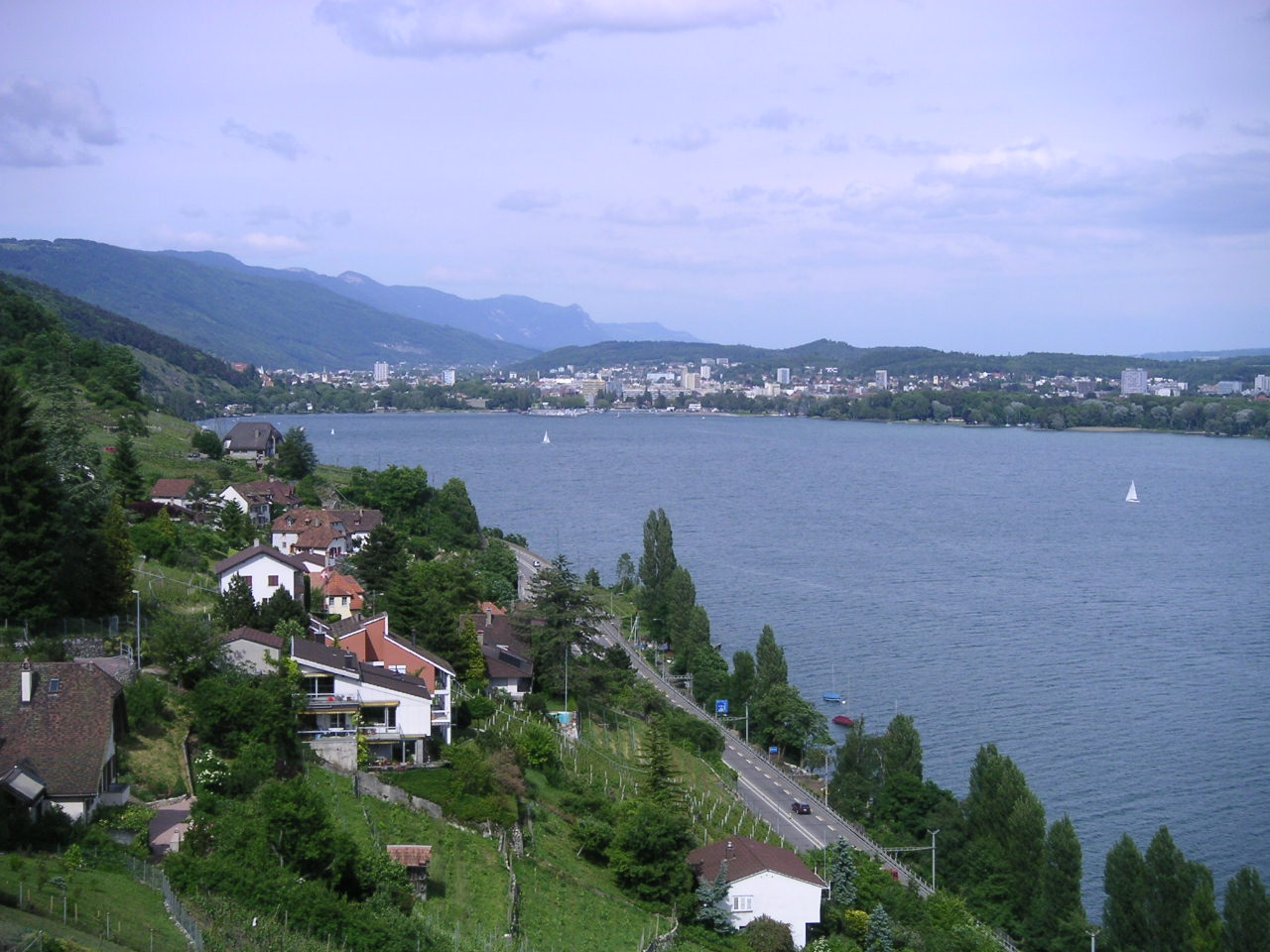
Lago de Bienna

Bienna (em alemão: Biel; em francês: Bienne) é uma cidade da Suíça, no Cantão de Berna, com 51.203 habitantes. É a décima maior cidade da Suíça em termos de população. Estende-se por uma área de 21,21 km², de densidade populacional de 2.371 hab/km². Confina com as seguintes comunas: Brügg, Ipsach, Leubringen/Magglingen (Evilard/Macolin), Nidau, Orpund, Orvin, Pieterlen, Port, Safnern, Tüscherz-Alfermée e Vauffelin.
Bienna foi, com Neuchâtel, Yverdon-les-Bains e Morat, uma das cidades organizadoras da Exposição Nacional da Suíça em 2002

## Idiomas
É a maior cidade oficialmente bilíngue da Suíça, sendo que o alemão é falado por 55,4% da população, e o francês por 28,1%.